# Seznam ulic v Gorici
Seznam cest in ulic v Občini Gorica, Italija.

## A
| Ime                              | Italijansko ime                  | Izvor imena in opombe                                                                 | Okrožje                     | Staro ali ljudsko ime                                              |
| -------------------------------- | -------------------------------- | ------------------------------------------------------------------------------------- | --------------------------- | ------------------------------------------------------------------ |
| Abettijeva ulica                 | Via Antonio Abetti               | Antonio Abetti                                                                        | Štandrež                    |                                                                    |
| Alfierijeva ulica                | Via Vittorio Alfieri             | Vittorio Alfieri                                                                      | Center                      |                                                                    |
| Južnotirolska ulica              | Via Alto Adige                   | Južna Tirolska                                                                        | Center                      |                                                                    |
| Alvarezov prehod                 | Passaggio Alvarez                | Francesco Alvarez de Menesses                                                         | Center                      |                                                                    |
| Alvianova ulica                  | Via Bartolomeo Alviano           | Bartolomeo Alviano                                                                    | Dunajska četrt (Borc Viena) | Dunajska cesta (Strada di Vienna); Dreossijeva ulica (Via Dreossi) |
| Angiolinina ulica                | Via Angiolina                    | Angiolina Sartorio                                                                    | Center                      |                                                                    |
| Ulica antičnega gradu            | Via Antico Castello              |                                                                                       | Ločnik                      |                                                                    |
| Kotna ulica                      | Via dell'Angolo                  |                                                                                       | Svetogorska četrt           |                                                                    |
| Antoninijeva ulica               | Via Prospero Antonini            | Prospero Antonini                                                                     | Placuta                     |                                                                    |
| Apriška ulica                    | Via Aprica                       | Aprica                                                                                | Podturn                     |                                                                    |
| Oglejska ulica                   | Via Aquileia                     | Oglej                                                                                 | Rojce                       |                                                                    |
| Ulica arkadijcev                 | Via degli Arcadi                 | Rimska akademija Soških arkadijcev (Arcadi Sonziaci), ustanovljena leta 1780 v Gorici | Center                      |                                                                    |
| Ulica nadškofstva                | Via dell'Arcivescovado           | goriško nadškofstvo                                                                   | Center                      |                                                                    |
| Argentinska obsoška ulica        | Lungoisonzo Argentina            | Argentina                                                                             | Stražice / center           |                                                                    |
| Ariostova ulica                  | Via Ludovico Ariosto             | Ludovico Ariosto                                                                      | Center                      |                                                                    |
| Ascolijeva ulica                 | Via Graziadio Isaia Ascoli       | Graziadio Isaia Ascoli                                                                | Center                      | Židovska četrt (Contrada del Ghetto); Tuniška ulica (Via Tunisi)   |
| Trg sinje modrih atletov Italije | Piazzale Atleti Azzurri d'Italia | italijanski reprezentanti                                                             |                             |                                                                    |
| Attemsova ulica                  | Via Sigismondo Attems            | Sigismondo Attems                                                                     | Podgora                     |                                                                    |

## B
| Ime                                    | Italijansko ime                    | Izvor imena in opombe | Okrožje                      | Staro ali ljudsko ime                                  |
| -------------------------------------- | ---------------------------------- | --- | ---------------------------- | ------------------------------------------------------ |
| Baiamontijeva ulica                    | Via Antonio Baiamonti              | Antonio Baiamonti | Center / Podturn             | Via Vogel                                              |
| Balilova ulica                         | Via Balilla                        | Organizacija za otroke od osmega do štirinajstega leta                                                                     | Gorišček                     | Kornska ulica (Via del Corno)                          |
| Ulica barke                            | Via della Barca                    | Ime je dobilo po trajektu na reki Soči proti Ločniku, ki se je uporabljal do izgradnje sedanjega mostu v začetku stoletja. | Rojce                        | Pristanišče barke (Porto della Barca)                  |
| Barzellinijeva ulica                   | Via Gian Giuseppe Barzellini       | Gian Giuseppe Barzellini                                                                                                   | Center                       |                                                        |
| Basagliov trg                          | Piazzale Franco Basaglia           | Franco Basaglia | Podturn                      |                                                        |
| Bassanska ulica                        | Via Bassano                        | Bassano del Grappa? | Stražice                     |                                                        |
| Battistijev trg                        | Piazza Cesare Battisti             | Cesare Battisti | Center                       | Telovadni trg (Piazza della Ginnastica)                |
| Battistigova ulica                     | Via Romeo Battistig                | Romeo Battistig | Stražice                     |                                                        |
| Bauzerjeva ulica                       | Via Martino Bauzer                 | Marino Bauzer | Stražice                     |                                                        |
| V Kini                                 | Località Bella Veduta              | | Pevma                        |                                                        |
| Bellinijeva ulica                      | Via Vincenzo Bellini               | Vincenzo Bellini | Center                       |                                                        |
| Bellinzonska ulica                     | Via Bellinzona                     | Bellinzona | Center                       | Ozka ulica (Via Stretta)                               |
| Benardellijev trg                      | Piazzetta Gualtiero Benardelli     | Gualtiero Benardelli | Štandrež                     |                                                        |
| Berdardisova ulica                     | Via Ferruccio Bernardis            | Ferruccio Bernardis | Svetogorska četrt - Placuta  |                                                        |
| Blasernova ulica                       | Via Pietro Blaserna                | Pietro Blaserna | Rdeča hiša                   | Via del Rovere                                         |
| Boccaciova ulica                       | Via Giovanni Boccaccio             | Giovanni Boccaccio | Center                       |                                                        |
| Bolivijska ulica                       | Via Bolivia                        | Bolivija | Rojce                        |                                                        |
| Bombijeva ulica                        | Via Giorgio Bombi                  | Giorgio Bombi | Pristava                     | Androna Coceviutta                                     |
| Borsijeva ulica                        | Via Giosuè Borsi                   | Giosuè Borsi | Stražice                     | Ulica sv. Katarine (Via Santa Caterina)                |
| Ulica gozdiča                          | Via del Boschetto                  | | Stražice                     |                                                        |
| Boskova ulica                          | Via don Giovanni Bosco             | Janez Bosko | Svetogorska četrt - Placuta  | Soška ulica; Via del Ponte Isonzo oz. Strada del Puint |
| Bosiziova ulica                        | Via Gian Giuseppe Bosizio          | Gian Giuseppe Bosizio | Center                       |                                                        |
| Bozzijeva ulica                        | Via Carlo Luigi Bozzi              | Carlo Luigi Bozzi | Stražice                     |                                                        |
| Brassova ulica                         | Via Italico Brass                  | Italico Brass | Center                       |                                                        |
| Brianška ulica                         | Via Brianza                        | Brianza | Stražice                     |                                                        |
| Ulica brigade »Abruzzi«                | Via Brigata Abruzzi                | 57. pehotni polk | Svetogorska četrt - Placuta  |                                                        |
| Ulica brigade »Avellino«               | Via Brigata Avellino               | | Madonnina del Fante          |                                                        |
| Ulica brigade »Campobasso«             | Via Brigata Campobasso             | | Madonnina del Fante          |                                                        |
| Ulica brigade »Casale«                 | Via Brigata Casale                 | 11. pehotni polk | Stražice                     | Luigiina ulica (Via Luigia)                            |
| Ulica brigade »Cuneo«                  | Via Brigata Cuneo                  | 7. pehotni polk | Podgora                      |                                                        |
| Ulica brigade »Etna«                   | Via Brigata Etna                   | | Svetogorska četrt - Placuta  | Ulica sv. Mavra (Via San Mauro)                        |
| Ulica brigade »Granatieri di Sardegna« | Via Brigata Granatieri di Sardegna | | Madonnina del Fante          |                                                        |
| Ulica brigade »Lambro«                 | Via Brigata Lambro                 | | Madonnina del Fante          |                                                        |
| Ulica brigade »Pavia«                  | Via Brigata Pavia                  | 27. pehotni polk | Stražice                     | Stražiška ulica (Via di Strazig)                       |
| Ulica brigade »Re«                     | Via Brigata Re                     | | Madonnina del Fante / Ločnik |                                                        |
| Ulica brigade »Sassari«                | Via Brigata Sassari                | Mehanizirana brigada Sassari                                                                                               | Madonnina del Fante          |                                                        |
| Ulica brigade »Toscana«                | Via Brigata Toscana                | 78. pehotni polk | Svetogorska četrt - Placuta  |                                                        |
| Ulica brigade »Trapani«                | Via Brigata Trapani                | | Madonnina del Fante          |                                                        |
| Ulica brigade »Treviso«                | Via Brigata Treviso                | | Podgora                      |                                                        |
| Ulica ograda                           | Via del Brolo                      | Iz furlanskega broili (ograd, sadovnjak)                                                                                   | Placuta                      |                                                        |
| Buffolinijeva ulica                    | Via dei Buffolini                  | | Na Livadi                    |                                                        |

## C
| Ime                            | Italijansko ime                         | Izvor imena in opombe                            | Okrožje                     | Staro ali ljudsko ime                                                                   |
| ------------------------------ | --------------------------------------- | ------------------------------------------------ | --------------------------- | --------------------------------------------------------------------------------------- |
| Cadorejska ulica               | Via Cadore                              | Cadore, regija med pokrajinama Belluno in Videm  | Stražice                    |                                                                                         |
| Cadornova ulica                | Via Luigi Cadorna                       | Luigi Cadorna                                    | Center                      | Kopališka ulica (Via dei Bagni); Dantejeva ulica (Via Dante)                            |
| Ulica padlim v Nasiriji        | Via Caduti di Nassiriya                 | napadi v Nasiriji                                | Center                      |                                                                                         |
| Rojce                          | Via Campagnuzza                         | Rojce                                            | Rojce                       |                                                                                         |
| Na Livadi                      | Via dei Campi                           | livada                                           | Na Livadi                   |                                                                                         |
| Canovova ulica                 | Via Antonio Canova                      | Antonio Canova                                   | Center                      | Svetokriška ulica (Via Santa Croce)                                                     |
| Cantaruttijeva ulica           | Via Casali Cantarutti                   | Casali Cantarutti                                | Sveta Ana                   |                                                                                         |
| Cantorejeva ulica              | Via generale Antonio Cantore            | Antonio Cantore                                  | Center                      | Kostanjeviška ulica (Via della Castagnevizza)                                           |
| Cantùjeva ulica                | Via Cesare Cantù                        | Cesare Cantù                                     | Center                      |                                                                                         |
| Capellarisova ulica            | Via Antonio Capellaris                  | Antonio Capellaris                               | Na Livadi                   |                                                                                         |
| Koprska ulica                  | Via Capodistria                         | Koper                                            | Rojce                       |                                                                                         |
| Kapelska ulica                 | Via della Cappella                      | kapela                                           | Svetogorska četrt - Placuta | Riva Prestau                                                                            |
| Kapucinska ulica               | Via dei Cappuccini                      | kapucini                                         | Center                      |                                                                                         |
| Caprinova ulica                | Via Giuseppe Caprin                     | Giuseppe Caprin                                  | Svetogorska četrt - Placuta | Dunajska ulica (Via Vienna)                                                             |
| Carduccijeva ulica             | Via Giosuè Carducci                     | Giosuè Carducci                                  | Center                      | Gosposka ulica (Via dei Signori)                                                        |
| Karnijska ulica                | Via Carnia                              | Karnija                                          | Stražice                    |                                                                                         |
| Carrarova ulica                | Via Dolfo Carrara                       | Dolfo Carrara                                    | Stražice                    |                                                                                         |
| Kraška ulica                   | Via del Carso                           | Kras                                             | Štandrež                    | Štandreška ulica (Via di Sant'Andrea)                                                   |
| Ulica rdeče hiše               | Via della Casa Rossa                    |                                                  | Rdeča hiša                  |                                                                                         |
| Cascinova ulica                | Via generale Cascino                    | Antonino Cascino                                 |                             | Barzellinijeva ulica (Via Gian Giuseppe Barzellini); Cianova ulica (Via Costanzo Ciano) |
| Casentinska ulica              | Via Casentino                           | Casentino, dolina v Pokrajini Arezzo             |                             |                                                                                         |
| Gornje mesto / Grajsko naselje | Borgo Castello                          | Goriški grad                                     |                             |                                                                                         |
| Catterinijeva ulica            | Via dei Catterini                       | družina de Catterini Erzberg                     | Gorišček                    | Zaporna ulica/Ulica štange (Via della Barriera)                                         |
| Ulica Cavalleggerov di Lodi    | Via Cavalleggeri di Lodi                | 15. konjeniški polk                              | Štandrež                    |                                                                                         |
| Cavourjev trg                  | Piazza (Camillo Benso, conte di) Cavour | Camillo Benso, grof Cavourja                     |                             | Stolni trg (Piazza del Duomo)                                                           |
| Ceccottijeva ulica             | Via Livio Ceccotti                      | Livio Ceccotti                                   |                             |                                                                                         |
| Cezarjeva ulica                | Via Giulio Cesare                       | Gaj Julij Cezar                                  | Ločnik                      |                                                                                         |
| Ulica antičnih cerkva          | Via Chiese Antiche                      |                                                  |                             |                                                                                         |
| Chinottova ulica               | Via generale Edoardo (Antonio) Chinotto | Edoardo Chinotto                                 |                             |                                                                                         |
| Ciconijeva ulica               | Via Teobaldo Ciconi                     | Teobaldo Ciconi                                  |                             |                                                                                         |
| Ciprianijeva ulica             | Via Gian Lorenzo Cipriani               | Gian Lorenzo Cipriani                            |                             |                                                                                         |
| Clemencicheva ulica            | Via Alessandro Clemencich               | Alessandro Clemencich                            |                             |                                                                                         |
| Kočevja                        | Via Cocevia                             | Iz slovenščine "koča"                            |                             |                                                                                         |
| Codellijeva ulica              | Via Pier Antonio Codelli                | Pier Antonio Codelli                             |                             |                                                                                         |
| Colinellijeva ulica            | Via fratelli Colinelli                  | Federico in Attilio Colinelli                    |                             |                                                                                         |
| Hribovska ulica                | Via del Colle                           |                                                  | Center                      |                                                                                         |
| Colobinijeva ulica             | Via Pietro Colobini                     | Pietro Colobini                                  |                             | Bukova ulica (Via del Faggio); Bianchijeva ulica (Via Michele Bianchi)                  |
| Kolumbov drevored              | Viale Cristoforo Colombo                | Krištof Kolumb                                   | Stražice                    | Corridonijev drevored (Viale Filippo Corridoni)                                         |
| Kolonijska ulica               | Via della Colonia                       |                                                  | Stražice                    |                                                                                         |
| Contavallejeva ulica           | Via Giovanni Contavalle                 | Giovanni Contavalle                              |                             |                                                                                         |
| Konzorcijska ulica             | Via Consortiva                          | konzorcij                                        |                             |                                                                                         |
| Vrvarska ulica                 | Via dei Cordaioli                       | Nekdanja tovarna izdelovalcev vrvi               | Stražice                    |                                                                                         |
| Cordonova ulica                | Via Giuseppe Antonio Cordon             | Giuseppe Antonio Cordon                          |                             |                                                                                         |
| Krminska ulica                 | Via Cormons                             | Krmin, mesto v Furlaniji                         |                             |                                                                                         |
| Potoška ulica                  | Riva del Corno                          |                                                  |                             |                                                                                         |
| Coroninijeva ulica             | Via Coronini (Borgo Zingraf)            | Coroniniji                                       |                             | Cingrof                                                                                 |
| Korziška ulica                 | Via Corsica                             | Korzika                                          |                             | Potoška ulica (Via del Torrente)                                                        |
| Cossarjeva ulica               | Via fratelli Cossar                     | brata Ranieri Mario in Giovanni Cossar           |                             |                                                                                         |
| Cossettov klanec               | Discesa/via Norma Cossetto              | Norma Cossetto, fašistična študentka iz Vižinade |                             |                                                                                         |
| Ulica bombažne predilnice      | Via del Cotonificio                     | bombažna predilnica                              | Podgora                     |                                                                                         |
| Cravosova ulica                | Via Emilio Cravos                       | Emilio Cravos                                    |                             | Via del Rovere                                                                          |
| Crispijeva ulica               | Via Francesco Crispi                    | Francesco Crispi                                 | Center                      |                                                                                         |
| Križeva ulica                  | Via della Croce                         |                                                  |                             |                                                                                         |
| Crocejeva ulica                | Via Benedetto Croce                     | Benedetto Croce                                  |                             |                                                                                         |
| Studenec / Culiatov trg        | Largo Giordano Culiat                   | Giordano Culiat                                  |                             |                                                                                         |
| Czörnigov trg                  | Piazzale Karl von Czoernig              | Karl von Czörnig                                 |                             |                                                                                         |

## D
| Ime                          | Italijansko ime                  | Izvor imena in opombe              | Okrožje | Staro ali ljudsko ime                                                          |
| ---------------------------- | -------------------------------- | ---------------------------------- | ------- | ------------------------------------------------------------------------------ |
| D'Acquistova ulica           | Via Salvo D'Acquisto             | Salvo D'Acquisto                   |         |                                                                                |
| D'Annunziov drevored         | Viale Gabriele D'Annunzio        | Gabriele D'Annunzio                | Center  | Grajski breg (Riva Castello)                                                   |
| d'Azegliova ulica            | Via Massimo d'Azeglio            | Massimo d'Azeglio                  |         |                                                                                |
| Dantejeva ulica              | Via Dante                        | Dante Alighieri                    | Center  | Ulica Josefa Radetzkega (Via Josef Radetzky)                                   |
| de Amicisov trg              | Piazza Edmondo de Amicis         | Edmondo de Amicis                  | Center  | nekoč piazza Corno, Kornski trg / Na Kornu                                     |
| Degasperijeva ulica          | Via Alcide Degasperi             | Alcide Degasperi                   | Center  |                                                                                |
| de Morellijeva ulica         | Via Carlo de Morelli             | Carlo de Morelli                   | Center  | Četrt klavnic (Contrada dei Macelli) oz. Klavniška ulica (Via delle Beccherie) |
| de' Brignolijeva ulica       | Via Giovanni de' Brignoli        | Giovanni de' Brignoli              |         |                                                                                |
| della Bonova ulica           | Via Giuseppe Domenico della Bona | Giuseppe Domenico della Bona       |         |                                                                                |
| di Manzanova ulica           | Via Francesco di Manzano         | Francesco di Manzano               | Center  |                                                                                |
| Diakonova ulica              | Via Paolo Diacono                | Pavel Diakon                       |         | Ulica sv. Frančiška (Via San Francesco)                                        |
| Diazova ulica                | Via Armando Diaz                 | Armando Diaz                       |         | nekoč via Alvarez, Alvarezova ulica                                            |
| Krožišče divizije »Gorizia«  | Rotonda Divisione Gorizia        |                                    |         |                                                                                |
| Trg Divizije »Julia«         | Piazza Divisione Julia           | seno; 3. alpinska divizija »Julia« |         | nekoč piazza Carlo Bertolini, Bertolinijev trg; piazza del Fieno, Seneni trg   |
| Trg divizije »Mantova«       | Piazzale Divisione Mantova       |                                    |         |                                                                                |
| Stopnišče darovalcev organov | Scalinata Donatori d'Organi      |                                    |         |                                                                                |
| Donizettijeva ulica          | Via Gaetano Donizetti            | Gaetano Donizetti                  |         | Haydnova ulica (Via Joseph Haydn)                                              |
| Ulica Vojvode iz Aoste       | Via Duca d'Aosta                 |                                    |         | Cipresna ulica / Ulica cipres                                                  |
| Dusejeva ulica               | Via Eleonora Duse                | Eleonora Duse                      |         |                                                                                |

## E
| Ime             | Italijansko ime        | Izvor imena in opombe | Staro ali ljudsko ime |
| --------------- | ---------------------- | --------------------- | --------------------- |
| Edlingov prehod | Passaggio Edling       | Rudolf Jožef Edling   |                       |
| Einaudijev trg  | Piazzale Luigi Einaudi | Luigi Einaudi         |                       |

## F
| Ime                     | Italijansko ime              | Izvor imena in opombe | Okrožje                     | Staro ali ljudsko ime                                                  |
| ----------------------- | ---------------------------- | --------------------- | --------------------------- | ---------------------------------------------------------------------- |
| Fabianijeva ulica       | Via Max Fabiani              | Maks Fabiani          |                             |                                                                        |
| Faiduttijeva ulica      | Via Monsignor Luigi Faidutti | Luigi Faidutti        |                             |                                                                        |
| Fajtjiska ulica         | Via del Faiti                | Fajtji hrib           |                             | Klavniška ulica (Via del Macello)                                      |
| Ulica usmiljenih bratov | Viale Fatebenefratelli       | Usmiljeni bratje      |                             |                                                                        |
| Favettijeva ulica       | Via Carlo Favetti            | Carlo Favetti         | Center                      | Kočijaška ulica (Via dei Vetturini); Kristusova ulica (Via del Cristo) |
| Ferrarisova ulica       | Via Galileo Ferraris         | Galileo Ferraris      |                             | Via Trigemina                                                          |
| Trg rumenih plamenov    | Largo Fiamme Gialle          | »Fiamme Gialle«       |                             |                                                                        |
| Fillova ulica           | Via Pietro Filla             | Pietro Filla          | Stražice                    |                                                                        |
| Filzijeva ulica         | Via Fabio Filzi              | Fabio Filzi           |                             |                                                                        |
| Reški trg               | Piazza Fiume                 | Reka                  |                             |                                                                        |
| Formicova ulica         | Via Giambattista Formica     | Giambattista Formica  |                             | Kornska ulica (Contrada del Corno)                                     |
| Šanca                   | Via Forte del Bosco          |                       |                             |                                                                        |
| Foscolova ulica         | Via Ugo Foscolo              | Ugo Foscolo           | Svetogorska četrt - Placuta | Koroška ulica (Via Carinzia)                                           |
| Frankovska ulica        | Via Franconia                | Frankovska            |                             |                                                                        |
| Furlanska ulica         | Via Friuli                   | Furlanija             |                             |                                                                        |
| Furlanijeva ulica       | Via Giuseppina Furlani       | Giuseppina Furlani    |                             |                                                                        |

## G
| Ime                   | Italijansko ime              | Izvor imena in opombe                            | Okrožje   | Staro ali ljudsko ime                    |
| --------------------- | ---------------------------- | ------------------------------------------------ | --------- | ---------------------------------------- |
| Galileieva ulica      | Via Galileo Galilei          | Galileo Galilei                                  |           | Verdijeva ulica (Via Giuseppe Verdi)     |
| Gallinova ulica       | Via Giacinto Gallina         | Giacinto Gallina                                 |           |                                          |
| Garibaldijeva ulica   | Via Giuseppe Garibaldi       | Giuseppe Garibaldi                               | Center    | Gledališka ulica, via del Teatro         |
| Garzarollijeva ulica  | Via Giambattista Garzarolli  | Giambattista Garzarolli                          |           |                                          |
| Murvova ulica         | Via dei Gelsi                | murve                                            | Stražice  |                                          |
| d'Ischiova ulica      | Via Gian Giacomo d'Ischia    | Gian Giacomo d'Ischia                            |           |                                          |
| Gibellijeva ulica     | Via Fausto Gibelli           | Fausto Gibelli                                   | Na Livadi |                                          |
| Gimonov trg           | Piazzetta don Stefano Gimona | Stefano Gimona                                   |           |                                          |
| Ulica Janeza XXIII.   | Via Giovanni XXIII           | Papež Janez XXIII.                               |           |                                          |
| Giustijeva ulica      | Via Giuseppe Giusti          | Giuseppe Giusti                                  |           |                                          |
| Giustinianijeva ulica | Via Pompeo Giustiniani       | Pompeo Giustiniani                               | Pristava  | Ulica za gradom (Via dietro il Castello) |
| Goldonijeva ulica     | Via Carlo Goldoni            | Carlo Goldoni                                    |           |                                          |
| Gozzijeva ulica       | Via Gaspare Gozzi            | Gaspare Gozzi                                    |           |                                          |
| Grabiziova ulica      | Via dei Grabizio             | družina Grabizio                                 | Podturn   |                                          |
| Gradiška ulica        | Via Gradisca d'Isonzo        | Gradišče ob Soči                                 |           |                                          |
| Gradeška ulica        | Via Grado                    | Gradež                                           | Stražice  |                                          |
| Gramscijeva ulica     | Via Antonio Gramsci          | Antonio Gramsci                                  | Stražice  |                                          |
|                       | Via delle Grappate           | "grapa"                                          |           |                                          |
| Gregorčičeva ulica    | Via Anton Gregorčič          | Anton Gregorčič                                  |           |                                          |
| Grojna                | Località Groina              | predel Gorice pred naselji Ašči, Ščedno, Bukovje |           |                                          |
| Grossijeva ulica      | Via Tommaso Grossi           | Tommaso Grossi                                   |           |                                          |
| Ulica na brodu        | Vicolo del Guado             | brod, plitvina                                   |           |                                          |

## I
| Ime           | Italijansko ime | Izvor imena in opombe | Okrožje | Staro ali ljudsko ime |
| ------------- | --------------- | --------------------- | ------- | --- |
| Korzo Italije | Corso Italia    | Italija               | Center  | Železniška ulica (Via della Stazione); corso Francesco Giuseppe, korzo Franca Jožefa; corso Vittorio Emanuele III, korzo Viktorja Emanuela III.; Mutijev korzo (Corso Ettore Muti); corso Franklin Delano Roosevelt, korzo Franklina Delana Roosevelta |

## K
| Ime                | Italijansko ime      | Izvor imena in opombe | Okrožje    | Staro ali ljudsko ime |
| ------------------ | -------------------- | --------------------- | ---------- | --------------------- |
| Kociančičeva ulica | Via Štefan Kociančič | Štefan Kociančič      | Stražice   |                       |
| Kugyjeva ulica     | Via Giulio Kugy      | Julius Kugy           | Rdeča hiša |                       |

## L
| Ime                 | Italijansko ime        | Izvor imena in opombe           | Okrožje           | Staro ali ljudsko ime  |
| ------------------- | ---------------------- | ------------------------------- | ----------------- | ---------------------- |
| Lantierijeva ulica  | Via Lantieri           | družina Lantieri                |                   |                        |
| Laščakova ulica     | Via Antonio Lasciac    | Anton Laščak                    |                   |                        |
| Leonijeva ulica     | Via dei Leoni          | družina Leoni, po rodu iz Vidma | Center            |                        |
| Leopardijeva ulica  | Via Giacomo Leopardi   | Giacomo Leopardi                | Center (Studenec) |                        |
| Na Livadi           | Via della Levada       | livada                          |                   |                        |
| Livenška ulica      | Via Livenza            | Livenza                         | Štandrež          |                        |
| Locchijeva ulica    | Via Vittorio Locchi    | Vittorio Locchi                 |                   | Nova ulica (Via Nuova) |
| Lorenzonijeva ulica | Via Giovanni Lorenzoni | Giovanni Lorenzoni              |                   |                        |
| Dolga ulica         | Via Lunga              |                                 |                   |                        |
| Luzzatova ulica     | Via Carolina Luzzato   | Carolina Luzzato                |                   |                        |

## M
| Ime                               | Italijansko ime                         | Izvor imena in opombe                                              | Okrožje                                | Staro ali ljudsko ime                                                                             |
| --------------------------------- | --------------------------------------- | ------------------------------------------------------------------ | -------------------------------------- | ------------------------------------------------------------------------------------------------- |
| Cerje / Ulica pešakove Mati Božje | Via Madonnina del Fante                 |                                                                    |                                        |                                                                                                   |
| Trg delavskih mojstrov            | Piazzale Maestri del Lavoro             |                                                                    |                                        |                                                                                                   |
| Majniška cesta                    | Stradone della Mainizza                 | Majnice                                                            |                                        |                                                                                                   |
| Malteška ulica                    | Via Malta                               | Malta                                                              |                                        | Kratka ulica (Via Corta)                                                                          |
| Mamelijeva ulica                  | Via Goffredo Mameli                     | Goffredo Mameli                                                    |                                        | Šolska ulica (Via delle Scuole)                                                                   |
| Maniaccova ulica                  | Via Giovanni Maniacco                   | Giovanni Maniacco                                                  |                                        | Via del Torrione                                                                                  |
| Manzonijeva ulica                 | Via Alessandro Manzoni                  | Alessandro Manzoni                                                 |                                        |                                                                                                   |
| Maranijeva ulica                  | Via Francesco Marani                    | Francesco Marani                                                   |                                        |                                                                                                   |
| Marconijeva ulica                 | Via Guglielmo Marconi                   | Guglielmo Marconi                                                  |                                        | Stolna ulica (Via del Duomo)                                                                      |
| Margottijeva ulica                | Via arcivescovo Carlo Margotti          | Carlo Margotti                                                     |                                        |                                                                                                   |
| Trg mučenikov svobode Italije     | Piazzale Martiri della Libertà d'Italia |                                                                    |                                        | Trg pred železniško postajo (Piazzale della Stazione); Trg 28. oktobra (Piazzale XXVIII ottobre)  |
| Marussigova ulica                 | Via Giovanni Maria Marussig             | Giovanni Maria Marussig                                            |                                        |                                                                                                   |
| Ulica Marzia                      | Via Marzia                              |                                                                    |                                        |                                                                                                   |
| Mascagnijeva ulica                | Via Pietro Mascagni                     | Pietro Mascagni                                                    |                                        |                                                                                                   |
| Matajurska ulica                  | Via Mataiur                             | Matajur                                                            | Štandrež                               |                                                                                                   |
| Matteottijeva ulica               | Via Giacomo Matteotti                   | Giacomo Matteotti                                                  | Stražice                               |                                                                                                   |
| Mattiolijeva ulica                | Via Pier Andrea Mattioli                | Pier Andrea Mattioli                                               |                                        | Tehtniška ulica (Via della Pesa)                                                                  |
| Mazzinijeva ulica                 | Via Giuseppe Mazzini                    | Giuseppe Mazzini                                                   |                                        | Ulica županstva (Via Municipio)                                                                   |
| Trg zlatih medalj                 | Piazzale Medaglie d'Oro                 |                                                                    | Gorišček                               | Gorišček (Borgo Carinzia); Catterinijev trg (Pizza Catterini); Balbova ulica (Piazza Italo Balbo) |
| Buonarrotijeva ulica              | Via Michelangelo Buonarroti             | Michelangelo Buonarroti                                            |                                        | della Torrejeva ulica (Via Francesco della Torre)                                                 |
| Michelstädterjeva ulica           | Via Carlo Michelstaedter                | Carlo Raimondo Michelstädter                                       | Svetogorska četrt - Placuta            |                                                                                                   |
| Michielijev trg                   | Largo Cesare Michieli                   | Cesare Michieli                                                    |                                        |                                                                                                   |
| Mighettijeva ulica                | Via Antonio Mighetti                    | Antonio Mighetti                                                   | Svetogorska četrt - Placuta (Gorišček) |                                                                                                   |
| Trg miru                          | Piazzale della Pace                     | Mir                                                                | Stražice                               |                                                                                                   |
| Mlinska (ozka) ulica              | Vicolo del Molino                       |                                                                    |                                        |                                                                                                   |
| Nunska ulica                      | Via delle Monache                       | nune                                                               |                                        |                                                                                                   |
| Monferratska ulica                | Via Monferrato                          | Monferrato, regija v Piemontu                                      |                                        |                                                                                                   |
| Montaška ulica                    | Via Montasio                            | Montaž oz. Špik nad Policami, vrh Julijcev                         |                                        |                                                                                                   |
| Kalvarijska ulica                 | Via monte Calvario                      | Kalvarija oz. Podgora, grič nad Gorico                             | Podgora                                |                                                                                                   |
| Kaninska ulica                    | Via monte Canin                         | Kanin, vrh Julijcev                                                |                                        |                                                                                                   |
| Ulica Feste                       | Via monte Festa                         | Festa, vrh Julijcev v Karniji                                      | Štandrež                               |                                                                                                   |
| Grmaška ulica                     | Via monte Hermada                       | Grmada, grič na Krasu                                              |                                        |                                                                                                   |
| Ulica gore Monte Lungo            | Via Monte Lungo                         | Monte Lungo                                                        |                                        |                                                                                                   |
| Krnska ulica                      | Via Monte Nero                          | Krn                                                                |                                        |                                                                                                   |
| Sabotinska ulica                  | Via monte Sabotino                      | Sabotin                                                            |                                        |                                                                                                   |
| Svetogorska ulica                 | Via del Montesanto (Monte Santo)        | Solkan, vas pri Gorici; Sveta Gora oz. Skalnica, hrib nad Solkanom | Svetogorska četrt - Placuta            | Solkanska pot/ulica (Via di Salcano)                                                              |
| Ulica gore Sei Busi               | Via monte Sei Busi                      | Sei Busi                                                           | Štandrež                               |                                                                                                   |
| Ulica Montecucca                  | Via Montecucco                          | Montecucco                                                         |                                        |                                                                                                   |
| Ulica Grappe                      | Via monte Grappa                        | Grappa                                                             | Štandrež                               |                                                                                                   |
| Montelska ulica                   | Via del Montello                        | Montello                                                           | Štandrež                               |                                                                                                   |
| Klanec (vzpon Monteverde)         | Salita Monteverde                       |                                                                    |                                        |                                                                                                   |
| Morassijeva ulica                 | Via Antonio Morassi                     | Antonio Morassi                                                    |                                        |                                                                                                   |
| Pred županstvom                   | Piazza del Municipio                    | Županstvo Gorice (Palača Attems Heiligenkreuz)                     |                                        |                                                                                                   |
| Musnigova ulica                   | Via Antonio Musnig                      | Antonio Musnig                                                     |                                        |                                                                                                   |

## N
| Ime              | Italijansko ime    | Izvor imena in opombe                                                | Okrožje  | Staro ali ljudsko ime                                                                |
| ---------------- | ------------------ | -------------------------------------------------------------------- | -------- | ------------------------------------------------------------------------------------ |
| Nadiška ulica    | Via Natisone       | Nadiža, reka med Italijo in Slovenijo                                | Štandrež |                                                                                      |
| Nievova ulica    | Via Ippolito Nievo | Ippolito Nievo                                                       |          | Dornberška ulica (Via Dornberg)                                                      |
| Niška ulica      | Via Nizza          | Nica                                                                 |          | Lombrosova ulica (Via Cesare Lombroso)                                               |
| Ulica 9. avgusta | Via IX agosto      | 9. avgust 1916: zavzetje Gorice s strani italijanske kraljeve vojske |          | Plinarniška ulica (Via dell'Usina oz. Via dal Gas), via Torrente; Via Monte Calvario |

## O
| Ime                 | Italijansko ime               | Izvor imena in opombe     | Okrožje | Staro ali ljudsko ime                         |
| ------------------- | ----------------------------- | ------------------------- | ------- | --------------------------------------------- |
| Oberdankova ulica   | Via Guglielmo Oberdan         | Wilhelm Oberdank          |         | Vojašniška ulica (Via della Caserma)          |
| Olivijevo stopnišče | Scalinata Licurgo Olivi       | Licurgo Olivi             |         |                                               |
| Orianijev drevored  | Viale Alfredo Oriani          | Alfredo Oriani            |         | Ribarniški trg (Piazza/Largo della Pescheria) |
| Orlandova ulica     | Via Vittorio Emanuele Orlando | Vittorio Emanuele Orlando |         |                                               |
| Ulica vrtov         | Via degli Orti                |                           |         |                                               |
| Ortigarska ulica    | Via dell'Ortigara             | gora Ortigara             |         |                                               |
| Orzonijeva ulica    | Via degli Orzoni              | družina Orzoni            |         |                                               |
| Špitalska ulica     | Via dell'Ospitale             | bolnišnica                | Placuta |                                               |

## P
| Ime                   | Italijansko ime               | Izvor imena in opombe                                       | Okrožje                     | Staro ali ljudsko ime                                                         |
| --------------------- | ----------------------------- | ----------------------------------------------------------- | --------------------------- | ----------------------------------------------------------------------------- |
| Pacassijev trg        | Largo Nicolò Pacassi          | Nikolaus Pacassi                                            |                             |                                                                               |
| Pajerjeva ulica       | Via (Luigi) Pajer di Monriva  | Luigi Pajer di Monriva                                      |                             |                                                                               |
| Palladiova ulica      | Via Andrea Palladio           | Andrea Palladio                                             | Svetogorska četrt - Placuta |                                                                               |
| Paolinijeva ulica     | Via generale Giuseppe Paolini | Giuseppe Paolini                                            |                             |                                                                               |
| Papova ulica          | Via generale Achille Papa     | Achille Papa                                                |                             |                                                                               |
| Parcarjeva ulica      | Via Giovanni Ottaviano Parcar | Giovanni Ottaviano Parcar                                   |                             |                                                                               |
| Parinijeva ulica      | Via Giuseppe Parini           | Giuseppe Parini                                             |                             | Ulica tovorne postaje (Via Scalo Merci)                                       |
| Pascolijeva ulica     | Via Giovanni Pascoli          | Giovanni Pascoli                                            |                             | Vandolova ulica (Via Capitan Vandola); Ciconijeva ulica (Via Teobaldo Ciconi) |
| Ulica Pasubia         | Via del Pasubio               | Pasubio, gora med pokrajinami Trento in Vicenza             | Štandrež                    |                                                                               |
| Paternollijeva ulica  | Via Giovanni Paternolli       | Giovanni Paternolli                                         |                             |                                                                               |
| Pellicova ulica       | Via Silvio Pellico            | Silvio Pellico                                              |                             | Ulica princa Evgena (Via Principe Eugenio)                                    |
| Pellisova ulica       | Via Ugo Pellis                | Ugo Pellis                                                  |                             |                                                                               |
| Percotova ulica       | Via Caterina Percoto          | Caterina Percoto                                            |                             | Ulica bohinjske proge (Via Transalpina)                                       |
| Ulica pergole         | Androna della Pergola         | pergola, z vinsko trto obraslo ogrodje iz tramov na stebrih |                             |                                                                               |
| Petrarcova ulica      | Via Francesco Petrarca        | Francesco Petrarca                                          |                             | Tegetthoffova ulica (Via Wilhelm von Tegetthoff)                              |
| Petrogallijeva ulica  | Via dei Petrogalli            | družina Petrogalli                                          | Pristava                    |                                                                               |
| Piavska ulica         | Via Piave                     | Piava, reka v Furlaniji in Venetu                           | Stražice                    |                                                                               |
| Placuta               | Riva Piazzutta                |                                                             | Svetogorska četrt - Placuta |                                                                               |
| Pitterijeva ulica     | Via Riccardo Pitteri          | Riccardo Pitter                                             |                             | Czörnigova ulica (Via Carl von Czoernig)                                      |
| Pevma                 | Località Piuma                |                                                             | Pevma                       |                                                                               |
| Pocarinijeva ulica    | Via Sofronio Pocarini         | Sofronio Pocarini                                           |                             |                                                                               |
| Ulica hribčka         | Via del Poggio                | griča, gomile, hribine                                      |                             | Ulica črnih vodnjakov (Via dei Pozzi Neri)                                    |
| Puljska ulica         | Via Pola                      | Pulj, mesto v Istrski županiji na Hrvaškem                  |                             |                                                                               |
| Polesinska ulica      | Via Polesine                  | Polesine                                                    |                             |                                                                               |
| Streliška ulica       | Via del Poligono              | strelišče, poligon                                          |                             | Gozdna ulica (Via del Bosco)                                                  |
| Ulica pevmskega mostu | Via Ponte Torrione            | Pevmski most                                                |                             |                                                                               |
| Portova ulica         | Via Carlo Porta               | Carlo Porta                                                 |                             |                                                                               |
| Vodnjaška ulica       | Via del Pozzo                 | vodnjak                                                     | Podgora                     |                                                                               |
| Travniška ulica       | Via del Prato                 | travnik                                                     |                             |                                                                               |
| Puccinijeva ulica     | Via Giacomo Puccini           | Giacomo Puccini                                             |                             |                                                                               |

## Q
| Ime                            | Italijansko ime               | Izvor imena in opombe                           | Okrožje | Staro ali ljudsko ime |
| ------------------------------ | ----------------------------- | ----------------------------------------------- | ------- | --------------------- |
| Viadukt »Quarto Stormo Caccia« | Viadotto Quarto Stormo Caccia | dob. četrta lovska jata                         |         |                       |
| Ulica 4. novembra              | Via IV novembre               | Avstro-Ogrska podpiše premirje 4. novembra 1918 | Podgora |                       |

## R
| Ime                              | Italijansko ime                | Izvor imena in opombe     | Okrožje                     | Staro ali ljudsko ime                                                            |
| -------------------------------- | ------------------------------ | ------------------------- | --------------------------- | -------------------------------------------------------------------------------- |
| Rabatišče                        | Via dei Rabatta                |                           |                             | Contrada del Corso                                                               |
| Pristava / Na Rafutu             | Via Rafut                      | Rafut                     | Pristava                    |                                                                                  |
| Randacciova ulica                | Via Giovanni Randaccio         | Giovanni Randaccio        |                             | Bertolinijeva ulica (Via Bertolini); Kobencljeva ulica (Via Cobenzl)             |
| Raštel                           | Via Rastello                   |                           | Center                      |                                                                                  |
| Ulica regimenta »Piemonte Reale« | Via Reggimento Piemonte Reale  |                           |                             |                                                                                  |
| Resslova ulica                   | Via Giuseppe Ressel            | Josef Ressel              |                             |                                                                                  |
| Rismondova ulica                 | Via Giovanni Rismondo          | Giovanni Rismondo         |                             | Ulica grofa Lenarta (Via Conte Leonardo); Telovadna ulica (Via della Ginnastica) |
| Trg italijanskega risorgimenta   | Piazzale Risorgimento Italiano | risorgimento              |                             |                                                                                  |
| Ristorijeva ulica                | Via Adelaide Risori            | Adelaide Risori           |                             | Ulica Debele griže (Via Monte San Michele)                                       |
| Ritterjev trg                    | Piazzale Enrico Ritter         | Enrico Ritter             | Stražice                    |                                                                                  |
| Roccova ulica                    | Via Enrico Rocca               | Enrico Rocca              | Svetogorska četrt - Placuta |                                                                                  |
| Rimska ulica                     | Via Roma                       | Rim                       | Center                      | Rottov trg (Piazza Antonio Rotta)                                                |
| Romanjska ulica                  | Via Romagna                    | Romanja                   |                             |                                                                                  |
| Rossellijeva ulica               | Via fratelli Rosselli          | Carlo in Nello Rosselli   |                             |                                                                                  |
| Rossinijeva ulica                | Via Gioacchino Rossini         | Gioachino Antonio Rossini |                             | Colloredova ulica (Via Colloredo)                                                |
| Rottova ulica                    | Via Antonio Rotta              | Antonio Rotta             |                             | (Via Corte Caraveggio)                                                           |
| Rutarjeva ulica                  | Via Simon Rutar                | Simon Rutar               |                             |                                                                                  |

## S
| Ime                                        | Italijansko ime                          | Izvor imena in opombe     | Okrožje                                 | Staro ali ljudsko ime                                                                    |
| ------------------------------------------ | ---------------------------------------- | ------------------------- | --------------------------------------- | ---------------------------------------------------------------------------------------- |
| Trg sv. Andreja                            | Piazza Sant'Andrea                       | Andrej Apostol            | Štandrež                                |                                                                                          |
| Ulica sv. Angele Merici / Mericijeva ulica | Via Sant'Angela Merici                   | Angela Merici             | Svetogorska četrt - Placuta             |                                                                                          |
| Trg sv. Antona                             | Piazza Sant'Antonio                      | Anton Padovanski          | Center                                  | Trg šenhaus (Piazza Schönhaus oz. Senaus), Stari trg                                     |
| Ulica sv. Klare                            | Via Santa Chiara                         | Klara Asiška              | Center                                  |                                                                                          |
| Trg sv. Frančiška Asiškega                 | Piazza San Francesco d'Assisi            | Frančišek Asiški          | Center                                  |                                                                                          |
| Škabrijelova ulica                         | Via del San Gabriele                     | Škabrijel                 | Gorišček                                | Pokopališka ulica (Via del Camposanto)                                                   |
| Ulica sv. Janeza                           | Via San Giovanni                         | Janez Evangelist          | Center                                  |                                                                                          |
| Ulica sv. Justa                            | Via San Giusto                           | Just Tržaški              | Podgora                                 |                                                                                          |
| Trg pred Stolnico                          | Corte Sant'Ilario                        | Hilarij iz Poitiersa      | Center                                  |                                                                                          |
| Ulica Debele griže                         | Via del San Michele                      | Debela griža              | Štandrež / Rojce                        | Rojški travnik (Prato Campagnuzza)                                                       |
| Trg sv. Roka                               | Piazza San Rocco                         | Rok iz Montpelliera       | Podturn                                 |                                                                                          |
| Sabov trg                                  | Piazzale Umberto Saba                    | Umberto Saba              | Center                                  |                                                                                          |
| Salveminijeva ulica                        | Via Gaetano Salvemini                    | Gaetano Salvemini         | Sveta Ana                               |                                                                                          |
| Svetniška ulica                            | Via del Santo                            |                           | Center                                  |                                                                                          |
| Ulica kamnitih cest                        | Via delle Sassaie                        |                           | Svetogorska četrt - Placuta (Na Livadi) |                                                                                          |
| Saurova ulica                              | Via Nazario Sauro                        | Nazario Sauro             | Center                                  | Carinska ulica (Via Dogana) + Ulica stare pošte (Via della Posta Vecchia) + Via Rassauer |
| Ulica stopnice                             | Via della Scala                          |                           | Placuta                                 |                                                                                          |
| Scaramuzzova ulica                         | Via (generale) Sebastiano Scaramuzza     | Sebastiano Scaramuzza     | Gorišček                                |                                                                                          |
| Škodnikova ulica                           | Via generale (Francesco Ignazio) Scodnik | Francesco Ignazio Scodnik | Svetogorska četrt - Placuta             |                                                                                          |
| Skalna ulica                               | Via degli Scogli                         |                           | Svetogorska četrt - Placuta (Na Livadi) | Pod skalami (Sotto i Cretti)                                                             |
| Ulica kmetijske šole                       | Via della Scuola Agraria                 |                           | Podturn / Rdeča hiša                    |                                                                                          |
| Seghizzijev trg                            | Piazzale Augusto Cesare Seghizzi         | Augusto Cesare Seghizzi   |                                         |                                                                                          |
| Semeniška ulica                            | Via del Seminario                        | semenišče                 | Center                                  | Rimska ulica (Via Roma)                                                                  |
| Serrova ulica                              | Via Renato Serra                         | Renato Serra              | Stražice                                |                                                                                          |
| Settejeva ulica                            | Via Carlo Sette                          | Carlo Sette               |                                         |                                                                                          |
| Signorinijeva ulica                        | Via Paolo Signorini                      | Paolo Signorini           | Sveta Ana                               |                                                                                          |
| Silska ulica                               | Via Sile                                 | reka Sile                 | Stražice                                |                                                                                          |
| Slataperjeva ulica                         | Via Scipio Slataper                      | Scipio Slataper           | Podgora                                 |                                                                                          |
| Smareglieva ulica                          | Via Antonio Smareglia                    | Antonio Smareglia         | Stražice                                |                                                                                          |
| Sotgiovo stopnišče                         | Scalinata Sebastiano Sotgia              | Sebastiano Sotgia         | Rojce / Štandrež                        |                                                                                          |
| Ulica Sottomonte (Ulica Piščancev?)        | Via Sottomonte                           |                           | Ločnik / Madonnina del Fante            |                                                                                          |
| Spazzapanova ulica                         | Via Francesco Spazzapan                  | Francesco Spazzapan       | Stražice                                |                                                                                          |
| Stražice                                   | Località Straccis                        |                           | Stražice                                | Stražiška ulica (Via Strazig)                                                            |
| Stuparicheva ulica                         | Via fratelli Stuparich                   | Carlo in Giani Stuparich  | Sveta Ana                               |                                                                                          |
| Sverzuttijeva ulica                        | Via Augusto Sverzutti                    | Augusto Sverzutti         | Sveta Ana                               |                                                                                          |
| Svevova ulica                              | Via Italo Svevo                          | Italo Svevo               | Podturn                                 | Vodnjakova veža (Androna del Pozzo)                                                      |

## T
| Ime                   | Italijansko ime                   | Izvor imena in opombe | Okrožje                     | Staro ali ljudsko ime              |
| --------------------- | --------------------------------- | --------------------- | --------------------------- | ---------------------------------- |
| Tabaieva ulica        | Via Antonio Tabai                 | Antonio Tabai         | Štandrež                    |                                    |
| Tilmentska ulica      | Via Tagliamento                   | Tilment               | Štandrež                    |                                    |
| Tartinijeva ulica     | Via Giuseppe Tartini              | Giuseppe Tartini      | Stražice                    |                                    |
| Ulica Tretje armade   | Via Terza Armata                  | 3. armada             | Podturn / Sveta Ana         |                                    |
| Ticinska ulica        | Via Ticino                        | Ticino                | Štandrež                    |                                    |
| Timavska ulica        | Via Timavo                        | Timava                | Štandrež                    |                                    |
| Tominčeva ulica       | Via Giuseppe Tominz               | Jožef Tominc          | Center                      |                                    |
| Tommaseov trg         | Piazza Niccolò Tommaseo           | Niccolò Tommaseo      | Svetogorska četrt - Placuta | Mali trg; Placuta (Piazzutta)      |
| Tonzigova ulica       | Via Antonio Tonzig                | Antonio Tonzig        | Pristava                    |                                    |
| Torrianijeva ulica    | Via dei Torriani                  | družina Torriani      | Stražice                    | Newyorška ulica (Via New York)     |
| Ulica pevmskega mostu | Via Ponte del Torrione            | Pevmski most          | Stražice / Pevma            |                                    |
| Toscaninijeva ulica   | Via Arturo Toscanini              | Arturo Toscanini      | Sveta Ana                   |                                    |
| Toscolanska ulica     | Via Toscolano                     | Toscolano             | Podturn / Rdeča hiša        |                                    |
| Totijeva ulica        | Via Enrico Toti                   | Enrico Toti           | Stražice                    | (Via Colonia di Strazig)           |
| Trg Evrope            | Piazzale/Piazza della Transalpina | Evropa / Transalpina  | Svetogorska četrt - Placuta |                                    |
| Trentska ulica        | Via Trento                        | Trento                | Center                      | Hoferjeva ulica (Via Andrea Hofer) |
| Tržaška ulica         | Via Trieste                       | Trst                  | Sveta Ana                   |                                    |
| Trivigianova ulica    | Via Camillo Trivigiano            | Camillo Trivigiano    | Štandrež                    |                                    |
| Odrezana ulica        | Vicolo Tronco                     |                       | Na Livadi                   |                                    |
| Tumova ulica          | Via Henrik Tuma                   | Henrik Tuma           | Sveta Ana                   |                                    |

## V
| Ime                                                 | Italijansko ime                              | Izvor imena in opombe                            | Okrožje           | Staro ali ljudsko ime                                                         |
| --------------------------------------------------- | -------------------------------------------- | ------------------------------------------------ | ----------------- | ----------------------------------------------------------------------------- |
| Vaccanova ulica                                     | Via dei Vaccano                              |                                                  | Rafut / center    |                                                                               |
| V Grojni                                            | Località Vallone dell'Acqua                  |                                                  | Grojna            |                                                                               |
| Beneški drevored                                    | Viale Venezia                                | Benetke                                          | Stražice          |                                                                               |
| Venierova ulica                                     | Via Pietro Veniero                           | Pietro Veniero                                   | Podturn           | Cesta pod lipo; Župniščna/Farovška ulica (Via della Canonica)                 |
| Drevored 20. septembra                              | Viale XX settembre                           | osvojitev Rima                                   | Stražice / center | Ulica novega mostu (Via del Ponte Nuovo); Sabotinska ulica (Via del Sabotino) |
| Ulica 24. marca                                     | Via XXIV maggio                              | vstop Italije v 1. svetovno vojno                | Center            | Ulica treh kraljev (Via Tre Re)                                               |
| Trg 27. marca                                       | Largo XXVII marzo                            | Rim razglašen kot glavno mesto                   | Center            |                                                                               |
| Verdijev korzo                                      | Corso Giuseppe Verdi                         | Giuseppe Verdi                                   | Center            | Tržiščna ulica (Via del Mercato); Vrtna ulica (Via del Giardino)              |
| Vicenška ulica                                      | Via Vicenza                                  | Vicenza                                          | Stražice          |                                                                               |
| Androna vinogradov                                  | Androna delle Vigne                          |                                                  | Podgora           |                                                                               |
| Vergilov drevored                                   | Viale Virgilio                               | Virgilij                                         | Stražice          | Lisičja ulica (Via della Volpe)                                               |
| Travnik                                             | Piazza della Vittoria                        | italijanska zmaga v prvi svetovni vojni; travnik | Center            | Travnik (Piazza Traunick); nekoč Piazza Grande, Veliki trg                    |
| Vittoriovenetska ulica                              | Via Vittorio Veneto                          | Vittorio Veneto                                  | Podturn / center  | Šempetrska ulica, via di San Pietro                                           |
| Cesta julijsko-trentinskih iredentnih prostovoljcev | Strada Volontari Irredenti Giuliano-Trentini |                                                  | Grojna            |                                                                               |
| Voltova ulica                                       | Via Alessandro Volta                         | Alessandro Volta                                 | Stražice          |                                                                               |

## Z
| Ime               | Italijansko ime          | Izvor imena in opombe   | Okrožje           | Staro ali ljudsko ime |
| ----------------- | ------------------------ | ----------------------- | ----------------- | --------------------- |
| Zamenhofov prehod | Passaggio L. L. Zamenhof | Ludwik Lazarus Zamenhof | Stražice / center |                       |
| Zadrska ulica     | Via Zara                 | Zadar                   | Rojce             |                       |
| Zoruttijeva ulica | Via Pietro Zorutti       | Pietro Zorutti          | Stražice          |                       |

## Galerija
1. ↑  Žena Enrica Ritterja de Zahonyja.
2. ↑  Iz slovenščine "koča" s furlansko prepono -uta (manjšalnica).
3. ↑  Baronica Cecilia Giorgini Luigia Ritter de Zahoni.
4. ↑  Občinsko kopališče, zgrajeno leta 1872.
5. ↑  Že od leta 1849 spominja na eno od sedmih zapor, ki so zapirale dostopne poti do mesta za pobiranje občinskih davkov.
6. ↑  Že leta 1752, še leta 1844.
7. ↑  3. aprila 1951
8. ↑  Leta 1873.
9. ↑  Pohod na Rim 28. oktobra 1922.
10. ↑  Ponemčeno ime italijanske družine Rassa, v Gorici že leta 1475.
11. ↑  Marca 1901.
12. ↑  Regio Pratensis, Slavice Traunick, "travniški kraj, slovansko Travnik".